# Philippe Guionie
Philippe Guionie, né en 1972, est un photographe français.

## Biographie
Historien de formation, Philippe Guionie revendique une photographie documentaire autour des thèmes de la mémoire et des constructions identitaires. Son mode principal de figuration est le portrait. Son postulat photographique : poser des visages sur des mémoires humaines qui n'en ont pas, en associant souvent photographies et enregistrements sonores. Photographe engagé, Philippe Guionie écrit en photographie une histoire humaine et l’inscrit dans le temps, celui de la mémoire partagée et celui du temps présent.
Il collabore régulièrement avec l’ensemble de la presse française. 
Auteur de plusieurs ouvrages - Anciens combattants africains, Un petit coin de paradis (Les Imaginayres/Diaphane éditions, 2006), Africa-America (Diaphane Éditions, 2012).
Ses sujets personnels sont présentés dans des galeries et festivals, en France et à l’étranger (Rencontres d'Arles, festival Images singulières à Sète, galerie du Château d'Eau à Toulouse, galerie Polka à Paris, instituts culturels français en Afrique et en Amérique du Sud…). 
Lauréat de plusieurs prix et bourses photographiques dont le prix Roger-Pic 2008 (Société civile des auteurs multimédia) pour la série Le tirailleur et les trois fleuves.
Il est chargé des cours de sémiologie de l’image à l’école de formation de la photographie et du multimédia (ETPA) à Toulouse. 
Membre de l’agence MYOP (2009-2018), il est actuellement représenté par la galerie Polka depuis 2011.
Philippe Guionie est maître de stage aux Rencontres d'Arles depuis 2012. 
En 2015, il est commissaire de l'exposition "Koudjina en héritages" (en hommage au photographe Philippe Koudjina) aux Rencontres de la photographie africaine à Bamako.
Philippe Guionie a parrainé la candidature de Grégoire Eloy, lauréat du Prix Niépce en 2021.
Depuis 2015, il est directeur artistique de la Résidence 1+2 (à Toulouse, en lien avec deux autres villes européennes).

## Résidence 1+2
La Résidence 1+2 est un programme culturel ancré à Toulouse et créé fin 2015. Elle cherche à impulser un dialogue entre des personnes qui n’avaient à priori aucune chance d’échanger ensemble. Entre création et partage de savoirs, elle allie la photographie et les sciences, produit, valorise et promeut une photographie d’auteur en liens intimes avec un patrimoine scientifique grandiose présent à Toulouse, en Haute-Garonne et en Occitanie. 
La Résidence 1+2 accueille des photographes en résidence qui, dans une dynamique pluridisciplinaire, créent des œuvres inédites qui ont vocation à être restituées sous des formes variées (film de format 26 minutes, livre, colloque national, exposition…). Ils.elles sont accompagné.e.s dans leur travail par des institutions et des scientifiques ancrés sur le territoire métropolitain, départemental et régional. Dans une relecture assumée du réel, ils.elles nous offrent leur subjectivité sur des surfaces sensibles multiples et renouvelées, telles que les photographies, les détournements d’images, les fictions, les dessins, les écritures et les installations. La Résidence 1+2 a ainsi vocation à créer, dans un esprit collaboratif et participatif, les conditions parfaites favorisant la fabrication de contenus sensibles. 
Plus précisément, la Résidence 1+2 met en place trois programmes particuliers. Le premier est celui dont l’association tire son nom, la Résidence 1+2 « Photographie et Sciences ». Il consiste en un rassemblement de trois photographes (un photographe de renom et deux photographes émergents) au sein d’une résidence d’artistes de deux mois. Durant cette période, les photographes vivent ensemble et créent ensemble une œuvre personnelle et inédite, accompagné.e.s par des scientifiques de la région Occitanie. Deux autres programmes de résidences photographiques sont également mis en œuvre par la Résidence 1+2 : le « 1+2 Factory » implique la focalisation du.de la photographe sur une institution, un territoire ou une entreprise et le « 1+2 Hors les murs » se déroule sur un territoire précis et défini en Occitanie. Chaque dispositif donne lieu à une restitution particulière comme le Colloque national pour la Résidence 1+2 « Photographie et Sciences ».
Finalement, l’objectif de la Résidence 1+2 est de créer un échange entre artistes et scientifiques afin d’impulser de nouvelles réflexions pour de nouvelles pratiques. Autrement dit, la Résidence 1+2 tend à questionner chaque citoyen sur des sujets actuels comme la protection environnementale et l’égalité des genres à travers une collaboration étroite entre deux disciplines qui paraissent, à première vue, très éloignées.  
« Il est vrai qu’à première vue, tout oppose photographie et science : elles n’ont ni le même objet, ni les mêmes méthodes et finalités. Si la première convoque le sensible et les imaginaires, la seconde s’inscrit dans la raison et la réalité. Et pourtant, à y regarder de plus près, elles ont en commun de questionner le monde en rendant visible l’invisible, repoussant les frontières de la connaissance, donnant à voir autrement. » Philippe Guionie, directeur de la Résidence 1+2. 

## Principales séries

### Africa-America
Série photographique et sonore sur les diasporas noires dans les Andes. À partir du XVIe siècle, l’économie de plantation en Amérique espagnole se développe sur les côtes atlantique et pacifique avec l’importation massive d’esclaves venus des côtes africaines. Aujourd’hui, ces diasporas noires expriment un syncrétisme culturel original et revendiquent leurs identités plurielles avec la volonté affirmée de trouver leur place dans des États où elles restent minoritaires.

### Le tirailleur et les trois fleuves
Vedette de la publicité et figure incontournable de l’imaginaire francophone, le tirailleur est un personnage historique complexe aux multiples lectures. Depuis 1998, en associant portraits et enregistrements sonores réalisés en Afrique de l’Ouest et Afrique centrale, cette série pose un regard contemporain sur la mémoire oubliée ou méconnue du tirailleur, devenu le témoin privilégié des relations entre la France et l’Afrique. Cette valorisation d’un patrimoine humain prend également une acuité particulière, à l’heure où se manifeste la nécessité d’ancrer l’immigration dans la mémoire collective et de lui rendre sa juste place dans une perspective d’histoire commune et partagée.

### Swimming in the black sea
En 1883, Jules Verne publie Kéraban le têtu, un roman racontant les tribulations d’un riche négociant turc. Kéraban, refuse d’acquitter une taxe imposée par le sultan pour la traversée du Bosphore et décide de faire le tour de la Mer noire. Cette histoire romanesque est en filigrane de ce regard photographique contemporain sur la mer noire, le mythique « Pont-Euxin » des Grecs devenu la nouvelle frontière du continent européen. Swimming in the black sea est un carnet de voyages intime autour de la mer noire réalisé en polaroïd couleur.

### Rivages urbains
La mer est là, ouverte… Lieux d’intimité et de sociabilité, ces espaces de bord de mer européens apparaissent comme l’expression tangible d’une intention humaine. Une forme, une couleur, une ligne d’horizon. Autant d’éléments d’un voyage immobile qui déclenchent le regard, puis le sentiment. Cette série de photographies est autant le portrait de lieux que des gens qui y vivent. Elle définit des contextes de vie, des fragments du temps : intenses ou immobiles. Les hommes passent, les lieux restent.

### Délestage
La série "Délestage" est l'évocation poétique de ces coupures d'électricité intempestives qui rythment le quotidien des habitants de ce quartier populaire de la capitale tchadienne et au-delà la vie de millions d'Africains. (2011-2012)

## Prix et bourses
- 2008

Prix Roger-Pic pour la série Le tirailleur et les trois fleuves, réalisée lors d’une résidence au Niger.
Le jury 2008 était présidé par Peter Knapp.
- 2005

Mission Jeunes Artistes organisée par le Forum de l’Image à Toulouse pour la série Kéraban le têtu, projection au musée d’Art moderne et contemporain Les Abattoirs.

## Principales expositions et projections
- 2015  Délestage, galerie Polka, Paris
- 2012

Africa-America, galerie de L'Imagerie, Lannion
Africa-America, Alliance française, Quito (Équateur) et institut culturel français de N'Djaména (Tchad)
Le tirailleur et les trois fleuves, Rencontres d'Arles, Arles
Swimming in the Black sea, Tbilisi Photo festival (Géorgie)
- 2011

Africa-America, galerie du Château d'eau de Toulouse

Africa-America, galerie Polka, Paris

Africa-America, Alliances françaises, Bogota et Carthagène (Colombie)

Le tirailleur et les trois fleuves, rétrospective du Prix Roger-Pic à la Société civile des auteurs multimédia SCAM, Paris.

Le tirailleur et les trois fleuves, institut culturel français de N'Djaména (Tchad)
- 2010

Africa-America, (projection) ImageSingulières, Sète.
Le tirailleur et les trois fleuves, galerie de La Passerelle, Gap.
Le tirailleur, traces de mémoire, galerie du Pilori, Niort et galerie du Carré Amelot, La Rochelle.
Africa-America, (projection) Festival de la photographie, Phnom Penh, Cambodge.
- 2009

Kéraban le têtu et Rivages urbains, Mois de l’Image du Tarn, Castres.
Rivages urbains, exposition collective au parc de la Villa Rothschild, Cannes.
Le tirailleur et les trois fleuves, galerie le Belvédère, Niort.
Le tirailleur et les trois fleuves, galerie de la Société civile des auteurs multimédia SCAM, Paris.
- 2008

La nuit de l’année, (projection) Rencontres d’Arles, Arles.
Génération 2013, 2013 portraits des jeunes ambassadeurs de Toulouse, ville candidate au titre de Capitale européenne de la culture, cour Henri IV, Toulouse.
Le tirailleur et les trois fleuves, instituts culturels français de Niamey, Maradi et Zinder, Niger.
- 2007

Shannon, Destinations Europe - exposition et projection - Les Photaumnales, Beauvais.
Anciens combattants africains, instituts culturels français de Ouagadougou et Bobo-Dioulasso (Burkina Faso) et Bamako (Mali).
Anciens combattants africains, Culturesfrance, Paris.
Anciens combattants africains, espace Confluences, Paris.
Anciens combattants africains, Centre d'histoire de la résistance et de la déportation, Lyon.
- 2006

Anciens combattants africains, musée départemental de la Résistance et de la Déportation de la Haute-Garonne. Série photographique labellisée par l’AFAA, dans le cadre du festival Francofffonies, le festival francophone en France, Toulouse.
Kéraban le têtu, voyage autour de la mer noire, festival Itinéraires des photographes voyageurs, Bordeaux.
Rivages urbains, Forum de l’Image, Toulouse.
Anciens combattants africains, (projection) Voies Off, soirée intitulée « l’Afrique en face », Arles.
L’absence, remparts du jardin Raymond VI, Toulouse.
Un petit coin de paradis, exposition hors les murs et galerie François Mitterrand, Photaumnales, Beauvais.
- 2005

Kéraban le têtu, (projection) musée d’Art moderne et contemporain Les Abattoirs, Toulouse.
- 2004

Rivages urbains, festival ManifestO, Toulouse.
- 2003

Rivages urbains, festival international de la photo de mer, Vannes.
- 2001

Gens de lagune, Mois de l’Image du Tarn, Castres.
Gens de lagune, Les Aubenades de la photographie, Aubenas.
Prix Agfa 2000, (exposition collective) Galerie Thierry Marlat, Paris.

## Résidences d'artiste
- 2012

Africa-America, résidence à Quito, Équateur
Résidence à Brazzaville, Congo
Swimming in the Black sea, résidence à Batoumi, Géorgie
Délestage, résidence à N'Djaména, Tchad.
- 2010

Le tirailleur et les trois fleuves, résidences successives au Tchad et Congo-Brazzaville (Afrique centrale).
Le tirailleur, traces de mémoire, résidences à La Rochelle et Niort
- 2009

Africa-America, résidences successives au Venezuela, Colombie, Équateur et Pérou.
- 2008

Résidence au lycée de Flixecourt (Picardie).
Le tirailleur et les trois fleuves, résidence au Niger (Niamey-Zinder, Maradi).
- 2006

Un petit coin de paradis, résidence d’artiste à Beauvais.

## Collections
- Collection de la galerie L'Imagerie[2], Lannion
- Collection de la galerie du Château d'Eau de Toulouse
- Cité nationale de l’histoire de l’immigration, Paris.
- Collection du théâtre de La Passerelle, Gap.
- Collection La Villa Pérochon, centre d'art contemporain, Niort.
- Collection Diaphane, Montreuil-sur-Brêche.
- Collections privées.

## Film documentaire
- 2011

Les 43 tirailleurs, un film de Mireille Hannon, 68 minutes, une production de Z'Azimuts films et France Télévision.

## Enseignement et conférences
- Chargé de cours en sémiologie de l’image à l’ETPA à Toulouse[5], pour les classes de praticien photographe 1re et 2e année et organisation d’un cycle d’intervenants extérieurs de renom.
- Interventions dans différents établissements, dont l'école de journalisme de Toulouse et l'EMI-CFD École des métiers de l’information de Paris.
- Masterclass sur les thèmes du portrait, de la narration photographique, de la photographie documentaire… notamment lors des Rencontres d'Arles
- Conférences sur les thèmes de la photographie documentaire, photographie africaine, photographie engagée, les mots de la photographie (sémiologie)
- Colloque national autour du thème de la résidence photographique en France aux Abattoirs, Toulouse (2015)
- Colloque national de la Résidence 1+2 au musée Les Abattoirs, Toulouse (2017)
- Dialogue à la Maison Européenne de la Photographie (MEP) avec Alain Keler (MYOP), dans le cadre d'un atelier des gens d'images, Paris (2018)

## Masterclass
- Masterclass autour du thème "Malick en héritage", Bamako (2018).
- Lectures de portfolio lors des "Photo Folio Review", Rencontres d'Arles (2018).

## Articles et critiques
- 2012

Africa-America, La Lettre de la Photographie.com, 21 octobre 2012
- 2011

Africa-America, Polka Magazine no 15, automne 2011
Africa-America, La Vignette, France Culture, 18 janvier 2011.
Africa-America, Internazionale no 940 (Italie), 16 mars 2011.
Africa-America, La Lettre de la Photographie.com, 27 octobre 2011.
Africa-America, entretien avec Sébastien Porte, Télérama no 3222 spécial Toulouse, 15/21 octobre 2011
Africa-America, Temps de Pose, Arte reportage, 17 décembre 2011.
Africa-America, interview de Philippe Guionie sur afriqueinvisu.org
- 2010

Le tirailleur et les trois fleuves, Polka Magazine, no 9, été 2010.
Africa-America, Photo nouvelles, no 61, janvier-février 2010, p. 12-17.
- 2009

Le tirailleur et les trois fleuves, entretien avec Jean-Christophe Béchet, Réponses Photo, hors série no 9, novembre 2009, p. 42-54.
- 2008

Immortels tirailleurs, Nicolas Michel, Jeune Afrique, no 2499, 1er décembre 2008, p. 98-100.
Combattants d’Empire, Hervé le Goff, Le Photographe, no 1666, octobre 2008, p. 28-29.
Un temps de Pauchon, France Inter, portrait en trois épisodes de Philippe Guionie (prix Roger-Pic 2008) avec Peter Knapp, 23, 27 et 28 octobre 2008.
- 2006

Combattants africains, Jean-Christophe Béchet, Réponses Photo, no 172, juillet 2006, p. 23.
Mémoires africaines, Armelle Canitrot, La Croix, no 37522, spécial été, 17 août 2006, p. 8.
Portraits de combats, Brigitte Ollier, Libération, no 7769, 2 mai 2006, p. 31.
- 2001

Série Gens de lagune sélectionnée par Willy Ronis, Réponses Photo, no 111, juin 2001, p. 90-91.